# جیمز سنیزه
جیمز سنیزه (ایتالیایی: James Senese؛ زادهٔ ۶ ژانویهٔ ۱۹۴۵) موسیقی‌دان، آهنگساز، خواننده-ترانه‌پرداز و نوازندهٔ ساکسوفون اهل ایتالیا است. پدر او «جیمز اسمیت» سربازی از کارولینای شمالی بود که در جریان جنگ جهانی دوم به ایتالیا اعزام شده بود. و با مادرش «آنا سنیزه» آشنا شد. پدرش ۱۸ ماه پس از به‌دنیا آمدن او به آمریکا بازگشت و دیگر هرگز بازنگشت. وی نواختن ساکسوفون را از سن ۱۲ سالگی آغاز کرد.
از فیلم‌هایی که وی در آن‌ها نقش داشته است، می‌توان به نه ممنون، قهوه مرا عصبی می‌کند اشاره نمود.